# Carlos Chilavert
Carlos Raúl Chilavert Genaro (Asunción, 5 agosto 1976) è un ex giocatore di calcio a 5 e allenatore di calcio a 5 paraguaiano.

## Carriera

### Giocatore
Difensore completo, utilizzato sia come centrale che come laterale, giunge in Italia nel 2000 al Prato dove in quattro stagioni vince due scudetti, due Coppe Italia e due supercoppe. Nel 2004 si trasferisce alla Luparense ma già la stagione seguente va in Spagna dapprima nel Láncara, poi nel 2006-07 nel Santiago con cui vince una Coppa delle Coppe. Nella stagione 2007-2008 è tornato in Italia al Napoli dove è rimasto fino a ottobre 2008 per poi trasferirsi all'Arzignano con cui ha vinto la Coppa Italia. Nel dicembre del 2009 torna alla Luparense. Due stagioni dopo firma per la Marca con cui ha concluso la carriera.

### Allenatore
Nel marzo del 2013 è stato nominato commissario tecnico della nazionale paraguaiana

## Palmarès

### Competizioni nazionali
- Campionato italiano: 2

Prato: 2001-2002, 2002-2003
- Coppa Italia: 3

Prato: 2001-02, 2003-04
Arzignano: 2008-09
- Supercoppa italiana: 3

Prato: 2002, 2003
Marca: 2011

### Competizioni internazionali
- Coppa delle Coppe: 1

Lobelle: 2006-2007